# Nikołaj Wadbolski
Nikołaj Pietrowicz Wadbolski, ros. Николай Петрович Вадбольский (ur. 5 grudnia 1869, zm. na początku 1945 w Wiedniu) – rosyjski wojskowy (generał porucznik), emigracyjny działacz kombatancki.

## Życiorys
Pochodził z rodu książęcego. W 1885 r. ukończył 1 Korpus Kadetów w Moskwie, zaś w 1888 r. Pawłowską Szkołę Wojskową. Służył w stopniu podporucznika w lejbgwardii Pułku Pawłowskiego. W 1892 r. awansował na porucznika. W 1895 r. w stopniu sztabskapitana ukończył Nikołajewską Akademię Sztabu Generalnego. Od 1896 r. pełnił funkcję starszego adiutanta w sztabie 23 Dywizji Piechoty. Od 1897 r. dowodził kompanią lejbgwardii Pułku Pawłowskiego. W 1899 r. odkomenderowano go do oficerskiej szkoły kawalerii. W 1900 r. został podpułkownikiem. Pełnił funkcję oficera sztabowego do spraw kursantów nikołajewskiej akademii sztabu generalnego. 
W latach 1904–1905 brał udział w rosyjsko-japońskiej. W stopniu pułkownika stanął na czele oddziału wojskowego sztabu dowódcy floty na Oceanie Spokojnym. Następnie przeszedł do zarządu generał-kwatermistrza głównodowodzącego na Dalekim Wschodzie. W 1907 r. objął funkcję szefa sztabu Kaukaskiej Dywizji Kawalerii. W 1908 r. skierowano go do 17 Niżegorodskiego Pułku Dragonów. Od 1909 r. znajdował się w zwierzchności szefa Sztabu Generalnego. W 1911 r. awansował na generała majora. 
Brał udział w I wojnie światowej. Dowodził brygadą Kaukaskiej Tubylczej Dywizji Konnej. W 1915 r. mianowano go generałem porucznikiem. Objął dowództwo Mieszanej Dywizji Kawalerii. Od wiosny 1917 r. dowodził VII Kaukaskim Korpusem Armijnym. W 1918 r. wstąpił do wojsk Białych, obejmując dowództwo Armii Południowej, przeformowanej następnie na Korpus Woroneski. Od 1919 r. dowodził wojskami Władykaukaskiego Rejonu Północnego Kaukazu. Następnie był dowódcą 3 Terskiej Dywizji Kozackiej. 
Jesienią 1920 r. wraz z wojskami Białych został ewakuowany z Krymu do Gallipoli. Na emigracji zamieszkał w Królestwie SHS. W latach 1930–1938 przewodniczył Związkowi Rosyjskich Inwalidów Wojennych w Jugosławii. Zginął na początku 1945 w Wiedniu. Był odznaczony Orderem Świętego Włodzimierza III i IV klasy, Orderem Świętej Anny I, II i III klasy, Szablą św. Jerzego i Orderem Świętego Stanisława II i III klasy.